# Aphis egomae
Aphis egomae är en insektsart. Aphis egomae ingår i släktet Aphis och familjen långrörsbladlöss. Inga underarter finns listade i Catalogue of Life.